# La Forêt-sur-Sèvre
La Forêt-sur-Sèvre és un municipi francès situat al departament de Deux-Sèvres i a la regió de la Nova Aquitània. L'any 2007 tenia 2.329 habitants.

## Demografia

### Població
El 2007 la població de fet de La Forêt-sur-Sèvre era de 2.329 persones. Hi havia 925 famílies de les quals 185 eren unipersonals (86 homes vivint sols i 99 dones vivint soles), 370 parelles sense fills, 332 parelles amb fills i 38 famílies monoparentals amb fills.
La població ha evolucionat segons el següent gràfic:
Habitants censats

### Habitatges
El 2007 hi havia 1.035 habitatges, 932 eren l'habitatge principal de la família, 44 eren segones residències i 59 estaven desocupats. 965 eren cases i 53 eren apartaments. Dels 932 habitatges principals, 745 estaven ocupats pels seus propietaris, 172 estaven llogats i ocupats pels llogaters i 15 estaven cedits a títol gratuït; 8 tenien una cambra, 34 en tenien dues, 110 en tenien tres, 215 en tenien quatre i 563 en tenien cinc o més. 729 habitatges disposaven pel capbaix d'una plaça de pàrquing. A 417 habitatges hi havia un automòbil i a 454 n'hi havia dos o més.

### Piràmide de població
La piràmide de població per edats i sexe el 2009 era:
| Homes | Edats   | Dones |
| ----- | ------- | ----- |
| 0     | 95 o +  | 0     |
| 0     | 90 a 94 | 8     |
| 4     | 85 a 89 | 24    |
| 4     | 80 a 84 | 4     |
| 36    | 75 a 79 | 36    |
| 88    | 70 a 74 | 56    |
| 72    | 65 a 69 | 64    |
| 64    | 60 a 64 | 92    |
| 76    | 55 a 59 | 40    |
| 80    | 50 a 54 | 120   |
| 100   | 45 a 49 | 68    |
| 64    | 40 a 44 | 80    |
| 72    | 35 a 39 | 56    |
| 68    | 30 a 34 | 72    |
| 80    | 25 a 29 | 52    |
| 68    | 20 a 24 | 60    |
| 100   | 15 a 19 | 76    |
| 80    | 10 a 14 | 52    |
| 40    | 5 a 9   | 80    |
| 44    | 0 a 4   | 44    |

## Economia
El 2007 la població en edat de treballar era de 1.476 persones, 1.089 eren actives i 387 eren inactives. De les 1.089 persones actives 1.019 estaven ocupades (574 homes i 445 dones) i 71 estaven aturades (31 homes i 40 dones). De les 387 persones inactives 162 estaven jubilades, 97 estaven estudiant i 128 estaven classificades com a «altres inactius».

### Ingressos
El 2009 a La Forêt-sur-Sèvre hi havia 934 unitats fiscals que integraven 2.369 persones, la mediana anual d'ingressos fiscals per persona era de 14.787 €.

### Activitats econòmiques
Dels 56 establiments que hi havia el 2007, 1 era d'una empresa extractiva, 2 d'empreses alimentàries, 4 d'empreses de fabricació d'altres productes industrials, 8 d'empreses de construcció, 9 d'empreses de comerç i reparació d'automòbils, 6 d'empreses de transport, 5 d'empreses d'hostatgeria i restauració, 1 d'una empresa d'informació i comunicació, 3 d'empreses financeres, 5 d'empreses immobiliàries, 2 d'empreses de serveis, 6 d'entitats de l'administració pública i 4 d'empreses classificades com a «altres activitats de serveis».
Dels 19 establiments de servei als particulars que hi havia el 2009, 1 era una oficina de correu, 6 tallers de reparació d'automòbils i de material agrícola, 1 establiment de lloguer de cotxes, 2 paletes, 4 lampisteries, 1 electricista, 2 perruqueries i 2 restaurants.
Dels 2 establiments comercials que hi havia el 2009, 1 era una fleca i 1 una carnisseria.
L'any 2000 a La Forêt-sur-Sèvre hi havia 131 explotacions agrícoles que ocupaven un total de 4.450 hectàrees.

## Equipaments sanitaris i escolars
L'únic equipament sanitari que hi havia el 2009 era una farmàcia.
El 2009 hi havia 4 escoles elementals.

## Poblacions més properes
El següent diagrama mostra les poblacions més properes.